# Kopice (Západopomořanské vojvodství)
Kopice, německy Köpitz, je vesnice ve gmině Stepnica v okrese Goleniów v severozápadním Polsku. Geograficky se nachází na pobřeží Štětínského zálivu a veletoku Odra v geomorfologickém celku Równina Goleniowska v Západopomořanském vojvodství.

## Historie
První známá písemná zmínka o Kopici pochází z roku 1291 a v roce 1318, kdy již zde byl také hostinec a kostel, již patřila klášteru ve Wolinu. Na konci 17. století zde již bylo více než 20 statků. V roce 1815 se Kopice stala součástí Pruského království. K výraznému rozšíření vesnice došlo v 18. století, kdy byl také postaven větrný mlýn, nový hrázděný kostel a založen hřbitov. Kopice v té době měla zemědělský a rybářský charakter. Během druhé světové války byla vesnice velmi poškozena, protože zde probíhaly těžké pozemní a říční boje. Po druhé světové válce byl kostel zbořen a vesnice se značně zmenšila.

## Popis
Kopice jsou situované u silnice spojující Stepnici s Czarnocinem. Kopice jsou sídlem sołectva. Většina obytných budov je zděná z přelomu 19. a 20. století. Jen zřídka jsou vidět hrázděné stavby, protože většina z nich byla zničena během druhé světové války. Současné Kopice jsou vyžívány jako rekreační středisko, které má pláž u mělkých vod zálivu, přístav pro plachetnice, kemp Camping Latarnik. Na břehu laguny byla zřízena přírodní rezervace Rezerwat przyrody Białodrzew Kopicki.

### Turistika
- Szlak Stepnicki - ze Stepnice do Wolinu.
- Szlak rowerowy R-66 (Międzynarodowy szlak rowerowy wokół Zalewu Szczecińskiego R-66) - mezinárodní cyklostezka vedoucí kolem Štětínského záliv.
- Zachodniopomorska Droga św. Jakuba (Svatojakubská cesta).
- Naučná stezka Ścieżka edukacyjno-przyrodnicza Promenada Słońca.

## Galerie

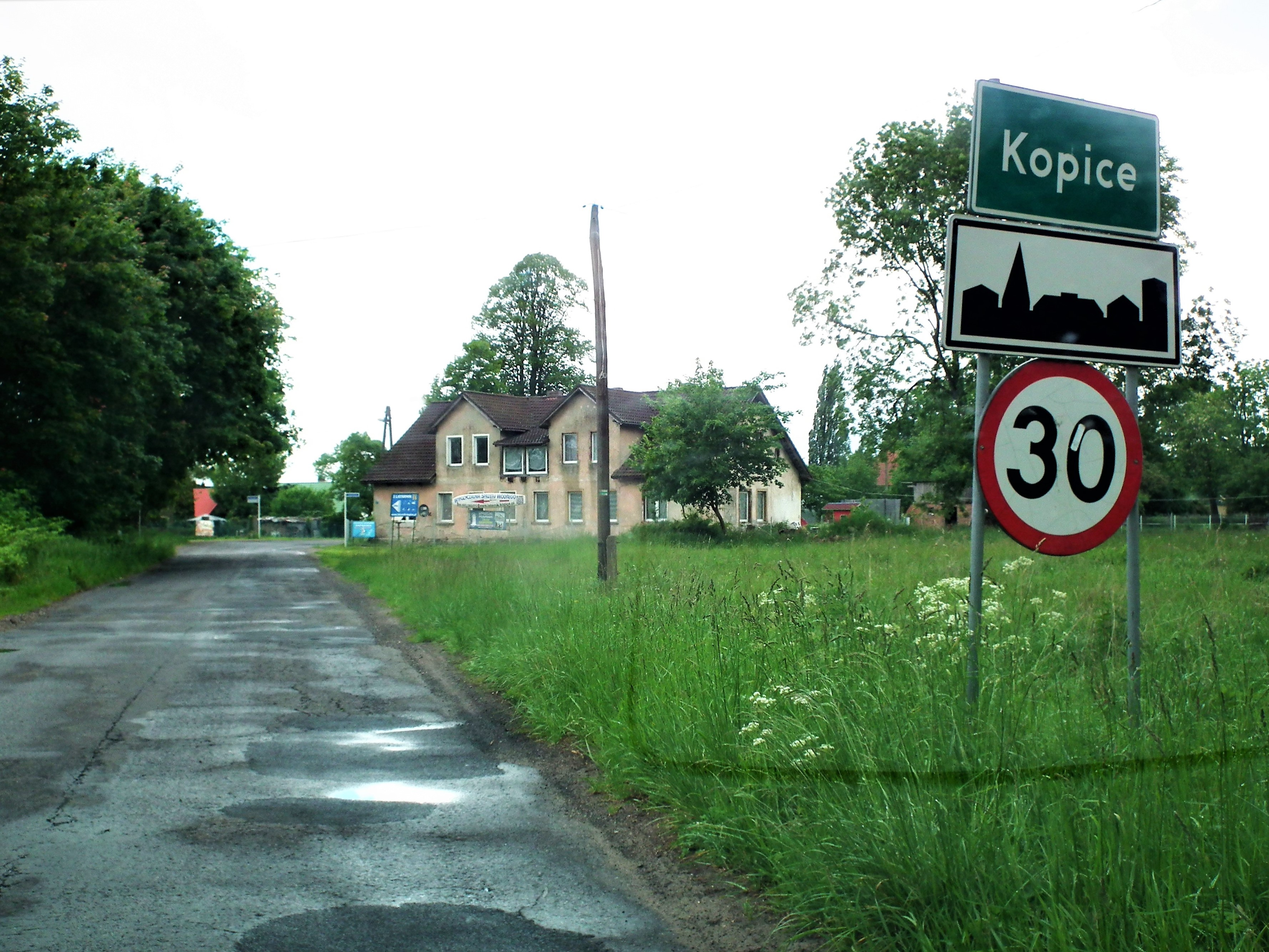
Vjezd do Kopice
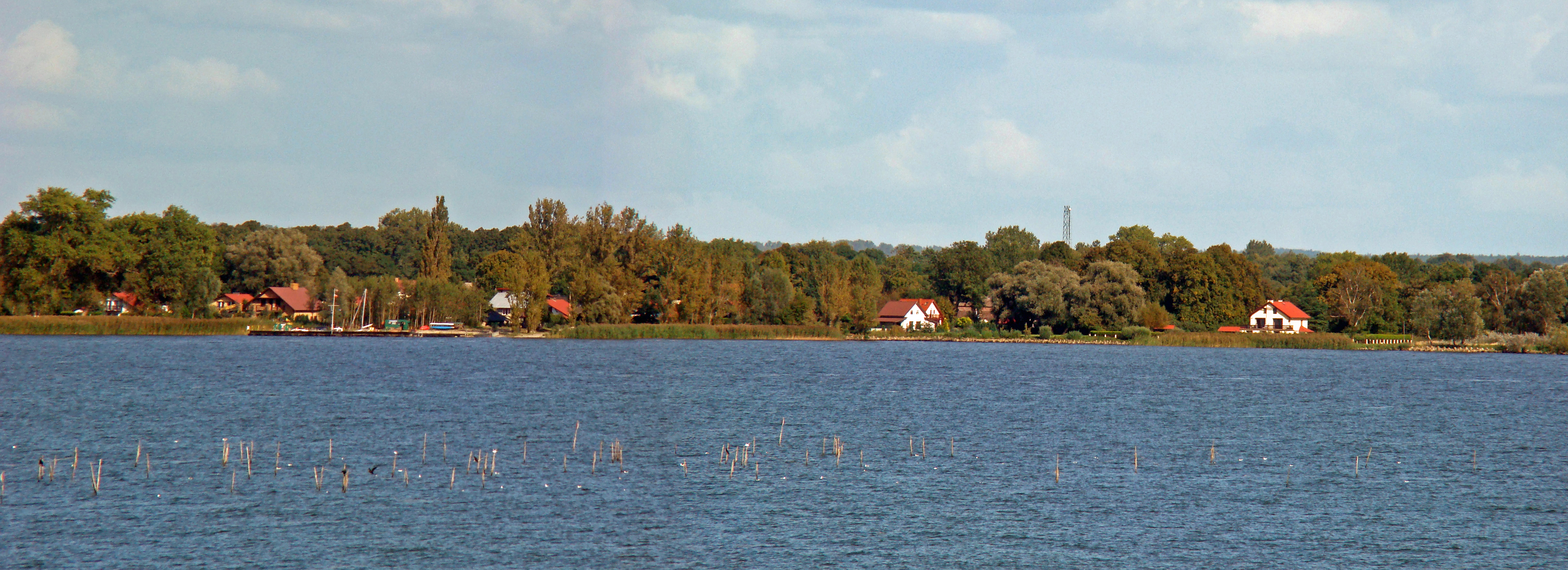
Kopice ze Štětínského zálivu